# Island
 For alternative betydninger, se Island (flertydig). (Se også artikler, som begynder med Island)
Island (islandsk: Ísland) er en nordisk europæisk østat, der ligger, hvor Nordatlanten møder Ishavet på den midtatlantiske ryg. Landet har 364.260 indbyggere og et areal på 103.000 km², hvoraf landarealet udgør 100.250 km², hvilket gør det til Europas tyndest befolkede land. Landets hovedstad og største by er Reykjavík, der sammen med de omgivende områder i den sydvestlige del af landet er hjemsted for to tredjedele af landets befolkning.
Island er vulkansk og geotermisk aktivt. Det indre af landet består hovedsageligt af en højslette af sand og lava, bjerge og gletsjere, hvorfra en række gletsjerfloder løber mod havet gennem lavlandsområderne. Island opvarmes af Golfstrømmen og har et tempereret klima på trods af placeringen relativt højt mod nord lige op til den nordlige polarcirkel.
Ifølge Landnámabók blev Island bosat år 874, da den norske høvding Ingólfur Arnarson blev den første permanente bosætter. Andre havde besøgt øen tidligere og havde overvintret. I løbet af de næste århundreder bosatte folk af nordiske folk sig i Island, hvortil de medbragte trælle af gælisk oprindelse. Island var fra 1262 til 1918 del af først Norge og senere Danmark. Landet blev selvstændigt i 1918, først som kongerige og fra 1944 som republik. Indtil det 20. århundrede klarede islændingene sig primært ved fiskeri og landbrug, og landet var da et af de fattigste og mindst udviklede i verden. Industrialiseringen af fiskerierhvervet og hjælp fra Marshallplanen efter anden verdenskrig medførte en stærk vækst i økonomien, og i slutningen af det 20. århundrede var et af de rigeste og mest udviklede i verden. I 1994 blev landet medlem af EØS, hvilket muliggjorde en udvidelse af økonomien særligt inden for det finansielle område. En meget ekspansiv økonomisk politik og risikofyldte investeringer betød, at Island blev særlig hårdt ramt af den internationale finanskrise i 2008, hvor landets banker systematisk brød sammen, hvilket medførte betydelig social uro. Island er medlem af FN, EFTA og NATO; blandt sidstnævnte organisations medlemmer er Island det land med den mindste befolkning og den eneste, der ikke har nogen fast hær. Landets statsminister er Bjarni Benediktsson.
Island har en markedsbaseret økonomi med relativt lave selskabsskatter sammenlignet med andre OECD-lande, samtidig med at det har bevaret et velfærdssamfund efter skandinavisk model med ret til offentligt finansierede sundhedsydelser og uddannelse på alle niveauer. I 2011 lå Island som nummer 14 på den verdensomspændende Human Development Index, og det var det fjerdemest produktive land i verden pr. indbygger. Der er meget fokus på kønnenes ligestilling i Island, og i Global Gender Gap Report 2012 ligger Island øverst skarpt forfulgt af Finland, Norge og Sverige.
Islandsk kultur er baseret på den nordiske arv. De fleste islændinge nedstammer fra nordiske eller gæliske bosættere. Islandsk er et germansk sprog af den vestnordiske gren og er tæt beslægtet med færøsk og visse vestnorske dialekter. Med til at definere den islandske kultur er områder som det islandske køkken, digtning og de middelalderlige islandske sagaer.

## Historie

### Bosættelse og den islandske fristat (874-1262)
Ifølge Landnámabók og Íslendingabók boede der keltiske munke, kendt som paparerne, i Island, før de norske bosættere ankom; det var sandsynligvis medlemmer af den hiberno-skotske mission. Nylige arkæologiske udgravninger har fundet ruiner af en hytte i Hafnir på Reykjanes-halvøen, og dateringer ved hjælp af kulstof 14-metoden indikerer, at den blev forladt et sted mellem 770 og 880, hvilket antyder, at Island var befolket noget før 874. De arkæologiske fund kan også indikere, at munkene forlod Island, før nordmændene ankom.
I den periode, der her er tale om, var klimaet i Island betydeligt mildere end nu, og omkring 25 % af landet var dækket af skov mod 1 % nu.
Den første norske bosætter i Island, som man kender navnet på, er Ingólfur Arnarson, der opførte sit hjem i nutidens Reykjavik i 874. Ingólfur blev efterfulgt af mange andre emigrerede bosættere, særligt nordmænd med deres trælle, hvoraf mange var skotter eller irere. Bosætterne fik i det store hele lov til at passe sig selv, og der opstod efterhånden en fællesskabsfølelse blandt bosætterne, der udmøntede sig i en slags statsdannelse. Omkring 930 var der gjort krav på det meste af den dyrkbare jord, og Altinget, et lovgivende og dømmende parlament, var grundlagt for at regulere den islandske fristat. Kristendommen blev indført omkring 990-1000, selv om den gamle nordiske religion fortsat blev dyrket af en del af befolkningen flere år efter.
Islands tidlige historie er bedre dokumenteret end de øvrige nordiske landes historie. Lige fra den første tid har man kendskab til enkelte mennesker, deres navne og slægtsforhold med præcise årstal. Blandt de ældste, kendte bøger, som blev skrevet i Island, er sagaerne, som beretter om landets historie.
Den islandske fristat eksisterede indtil det 13. århundrede, hvor det politiske system, der var skabt af de oprindelige bosættere, ikke længere var i stand til at håndtere den stigende magtkoncentration hos de islandske høvdinge.

### Middelalderen
Det, der særligt ledte til opløsningen af den islandske fristat, kendes som Sturlungatiden, en periode med ufred og interne stridigheder mellem nogle af landets mægtigste slægter. Perioden er beskrevet i Sturlungasaga og endte med, at Island kom under den norske krone. Herredømmet over Island gik videre til Danmark-Norge omkring 1380, da kongerigerne i Danmark, Norge og Sverige blev samlet i Kalmarunionen. I de følgende århundreder blev Island et af de fattigste lande i Europa. Ufrugtbar jord, vulkanudbrud, skovrydning og det barske klima gjorde livet hårdt i et samfund, hvis eksistens næsten udelukkende afhang af landbruget. Den sorte død ramte Island to gange, først i 1402–04 og senere igen i 1494–95. Ved det første udbrud døde 50-60 % af befolkningen, mens det andet dræbte 30-50 %.

### Reformationen og begyndelsen på den moderne tid
Omkring midten af det 16. århundrede pålagde kong Christian 3. lutheranismen indført hos sit folk. Jón Arason, den sidste katolske biskop i Hólar, blev halshugget i 1550 sammen med to af sine sønner. Herefter gik landet snart over til lutheranismen, der siden har været den dominerende religion. I det 17. og 18. århundrede pålagde Danmark strenge handelsbegrænsninger i Island, samtidig med at sørøvere fra mange lande hærgede Islands kyster. En voldsom koppe-epidemi i det 18. århundrede dræbte næsten en tredjedel af landets befolkning. I 1783 gik vulkanen Laki i udbrud med ødelæggende resultat. Årene, der fulgte efter udbruddet, kendes som "Móðuharðindin" ("Den vanskelige tågetid"), og her omkom omkring halvdelen af landets husdyr, hvilket førte til en voldsom hungersnød med nedgang i befolkningen på omkring en fjerdedel.

### Uafhængighedsbevægelsen (1814–1918)
Da Danmark-Norge blev en del af den tabende side i napoleonskrigene, blev landet delt op i to selvstændige kongeriger ved freden i Kiel. Island forblev i den forbindelse en del af Danmark. Op gennem det 19. århundrede blev klimaet fortsat dårligere, hvilket resulterede i masseudvandring til Den Nye Verden, særligt til Manitoba i Canada. Op mod 20.000 ud af en befolkning på 70.000 udvandrede i den periode.
På samme tid voksede en ny national bevidsthed op med inspiration i romantikken og de nationale strømninger i resten af Europa. Den islandske uafhængighedsbevægelse tog form i midten af århundredet under ledelse af Jón Sigurðsson, som red på en spirende islandsk national bevægelse, inspireret af folkene omkring det islandske tidsskrift i København, Fjölnir, samt andre danskuddannede, islandske intellektuelle. I 1874 lod Danmark Island få en grundlov og begrænset hjemmestyre, som blev udvidet i 1904, hvor Hannes Hafstein blev den første minister for Island i den danske regering.

### Kongeriget Island (1918–1944)
1. december 1918 trådte den dansk-islandske forbundslov af 1918 i kraft. Heri blev Island anerkendt som en suveræn stat, Kongeriget Island, der var i personalunion med Danmark med den danske konge som fælles statsoverhoved. Den islandske regering etablerede i den forbindelse en ambassade i København og bad desuden Danmark om at tage sig af landets udenrigspolitik. De danske ambassader rundt i verden kom derpå til at repræsentere begge nationer, hvilket blev demonstreret med visning af begge landes flag og våbenskjold. Forbundsloven var tidsbegrænset til 25 år.
Ved optakten til anden verdenskrig stillede Island i lighed med Danmark sig som udgangspunkt neutrale, men med den tyske besættelse af Danmark 9. april 1940 frasagde Altinget den danske konge som regent og overtog selv Islands udenrigspolitik samt alle landets øvrige opgaver, der hidtil havde været klaret i Danmark. En måned senere invaderede og besatte Storbritannien Island og krænkede dermed den islandske neutralitet. I 1941 overtog USA besættelsen af landet, så Storbritannien kunne frigøre tropperne til andre opgaver; dette arrangement blev tøvende accepteret af de islandske myndigheder.

### Uafhængig republik
31. december 1943 udløb den dansk-islandske forbundslov. Den ustabile situation midt i en verdenskrig gav anledning til diskussionen af, om Island skulle kappe de sidste bånd til Danmark, og fra 20. maj 1944 og fire dage frem blev der afholdt en folkeafstemning om dette spørgsmål. Afstemningen havde to spørgsmål: Om personalunionen med Danmark skulle afskaffes og i givet fald, om monarkiet skulle bevares eller afløses af en republik. Resultatet gav et overvældende flertal med over 98 % for såvel afskaffelse af personalunionen som for indførelse af republikken. Island blev derpå formelt en republik med virkning fra 17. juni 1944 med Sveinn Björnsson som landets første præsident.
I 1946 forlod de allierede besættelsesstyrker Island. Landet blev formelt medlem af NATO d. 30. marts 1949 trods store protester, heriblandt en demonstration, der udviklede sig voldeligt. Den 5. maj 1951 blev der underskrevet en forsvarsaftale med USA, hvilket betød, at amerikanske tropper vendte tilbage til landet under betegnelsen Iceland Defense Force. Dette militærkontingent forblev i Island under hele den kolde krig, og de sidste tropper blev trukket ud 30. september 2006.
Trods den allierede besættelse havde Island haft økonomisk fordel af krigen, og dette fortsatte i årene umiddelbart efter krigen som følge af en stærk industrialisering af fiskeriet og midler fra Marshallplanen, hvoraf Island modtog i særklasse den største andel per indbygger i forhold til de øvrige europæiske lande (209 USD, hvor den næststørste del med 109 USD gik til det krigshærgede Holland). 1970'erne var præget af torskekrigen - en række sammenstød mellem Island og Storbritannien om Islands udvidelse af landets fiskerigrænse. Landets økonomi blev udbredt og liberaliseret betragteligt med Islands indtræden i EØS i 1994.
Island var vært for Reykjavik-topmødet i 1986 mellem USA's præsident Ronald Reagan og Sovjetunionens leder Mikhail Gorbatjov, der her tog betydelige skridt mod en atomnedrustning. Få år senere blev Island det første land, der anerkendte Estland, Letland og Litauens uafhængighed af Sovjetunionen. I løbet af 1990'erne påtog Island sig en stadig større rolle på den internationale scene og skabte sig en udenrigspolitik baseret på humanisme og fred. I den forbindelse bidrog landet med hjælp og ekspertise i en række NATO-ledede operationer i Bosnien, Kosovo og Irak.

### Storhed og fald for Island som finansielt centrum
I årene 2003-2007 bevægede Island sig efter en privatisering af banksektoren under ledelse af statsminister Davíð Oddsson fra at være et land primært kendt for sin fiskeindustri til at være et land med et økonomisk fundament inden for finans- og investeringssektoren. Det førte til, at landet i løbet af ganske kort tid blev et af de mest velstående i verden, indtil det blev hårdt ramt af finanskrisen. Krisen resulterede i den største udvandring fra landet siden 1887, idet nettoudvandringen var på omkring 5.000 personer i 2009. Islands økonomi blev senere stabiliseret under ledelse af tidligere statsminister Jóhanna Sigurðardóttir og voksede med 1,4 % i 2012.
Kreditratingbureauet Moody's har gennemgået verdens største konkurser fra 1920 til 2008. Den fjerdestørste var Kaupthings konkurs; lige efter kom Glitnir. Lægges de islandske banker sammen, var kun Lehman Brothers konkurs større. En befolkning på 300.000 stod dermed for verdens næststørste bankerot. Island indførte derfor kapitalkontrol, så knapt nogen fik lov til at tage kapital ud af landet, mens alle, der eksporterer mod betaling i fremmed valuta, skal tage den ind i landet. EU har aldrig protesteret mod, at Island dermed modsatte sig bestemmelsen om fri bevægelighed af kapital.

## Geografi
Island ligger, hvor det nordlige Atlanterhav møder Ishavet. Hovedøen ligger lige akkurat under polarcirklen, som går gennem den lille islandske ø Grimsey, der ligger ud for nordsiden af hovedøen. Landet ligger mellem 63 og 67° N og 25 og 13° V.
Selv om Island ligger tættere på Grønland, der hører til Nordamerika, ligger landet nærmere Kontinentaleuropa end det kontinentale Nordamerika. Man regner typisk landet til Europa af historiske, politiske, kulturelle og praktiske grunde. Geologisk set indeholder landet dele af begge kontinentalpladerne. Det landområde, der ligger tættest på Island, er det østlige Grønland (287 km). Af europæiske landområder ligger Færøerne i en afstand af 420 km, Jan Mayen 550 km, Shetlandsøerne og Ydre Hebrider omkring 470 km, det skotske fastland og Orkney 798 km, mens det norske fastland ligger cirka 970 km væk.
Island er verdens attendestørste ø og den næststørste i Europa efter Storbritannien. Hovedøens areal er 101.826 km², mens hele landets areal er på 103.001 km², hvoraf 62,7 % er tundra. Der findes 30 mindre øer i Island, heriblandt den tyndtbefolkede Grimsey samt øgruppen Vestmannaeyjar. Af landets areal er 14,3 % søer og gletsjere, mens kun lidt over 25 % er stabilt bevokset. De største søer er Þórisvatn (et reservoir) på 83-88 km² og Þingvallavatn på 82 km²; andre større søer er Lagarfljót og Mývatn, mens Jökulsárlón er den dybeste med 248 m.
Geologisk set er Island en del af den midtatlantiske ryg, langs hvilken oceanbundspladen forløber og danner ny plader. Denne del af oceanryggen oven på et sted med en søjleagtig opstigning af bjergarter ("mantle plume"), hvilket er med til at sikre, at Island ligger over havoverfladen. Ryggen udgør grænsen mellem den Eurasiske og den Nordamerikanske Plade, og Island blev dannet ved en løsrivelse og en akkretion (tilvækst af materiale) som følge af vulkansk aktivitet langs ryggen.
En lang række fjorde giver en takket kystlinje, der er 4.970 km lang, og det er langs kysten, at størstedelen af befolkningen bor. Indlandet på øen er koldt og ubeboeligt, da det består af en kombination af sand, bjerge og lavaområder. De største byer er hovedstaden Reykjavik sammen med de nærtliggende Kópavogur, Hafnarfjörður og Garðabær; dertil kommer Reykjanesbær, i hvis nærhed landets internationale lufthavn, Keflavík, ligger, samt Akureyri på nordkysten. Island har tre nationalparker: Vatnajökull, Snæfellsjökull og Þingvellir. Landet regnes for at være stærkt til naturbeskyttelse og lå på en trettendeplads på Yale-universitetets liste over miljøindsats for verdens lande i 2012.

### Geologi
Geologisk set er Island et ungt land, der ligger på et hot spot af samme navn på den midtatlantiske ryg, som strækker sig tværs gennem landet. Denne placering betyder, at øen er meget geologisk aktiv med mange vulkaner, heriblandt Hekla, Eldgjá, Herðubreið og Eldfell. Lakis udbrud i 1783-84 medførte en omfattende hungersnød, der kostede omkring en fjerdedel af befolkningen livet; udbruddet skabte støvskyer og tåge, der nåede det meste af Europa samt dele af Asien og Afrika i måneder efter.
Island har mange gejsere, heriblandt Geysir, hvorfra ordet er afledt, samt den kendte Strokkur, som går i udbrud med 5-10 minutters mellemrum. Efter at have været slumrende i en periode begyndte Geysir igen at gå i udbrud efter en serie jordskælv i 2000. Dens aktivitetsniveau har siden taget lidt af og den bryder nu ud omkring et par gange dagligt.
Geotermisk energi er meget udbredt i Island, og det samme gælder vandkraft baseret på de mange elve og vandfald i landet, og dette medfører, at de fleste indbyggere i landet har adgang til billigt varmt vand, opvarmning og elektricitet. Øen består geologisk set af basalt, størknet magma med et lavt indhold af siliciumdioxid, som man kender fra lava, der er væltet ud over omgivelserne i lighed med forholdene på Hawaii. Til forskel herfra har Island imidlertid en vifte af vulkantyper (stratovulkaner og spaltevulkaner), hvoraf mange producerer andre typer lava med blandt andet ryolit eller andesit. Island har hundredvis af vulkaner, hvoraf omkring 30 er aktive.
Surtsey, en af de yngste øer i verden, er en del af Island. Den opstod fra havet i en serie af vulkanudbrud mellem 8. november 1963 og 5. juni 1967, og er opkaldt Surt, en jætte med et brændende sværd. Øen er kun tilgængelig for forskere, der undersøger opståen af liv her.
21. marts 2010 fandt der et stort vulkanudbrud sted i Eyjafjallajökull i det sydlige Island. Udbruddet her var det første siden 1821, og 14. april samme år fulgte et nyt stort udbrud i samme område. I alt omkring 1000 mennesker blev evakueret ved de to udbrud. Den sky af vulkansk aske, der dannedes i samme forbindelse, skabte store luftfartsproblemer over store dele af Europa.
Et andet stort vulkanudbrud fandt sted 21. maj 2011 fra Grímsvötn, der er en vulkan, der ligger under et tykt lag is i Europas største gletsjer, Vatnajökull. Grímsvötn er en af Islands mest aktive vulkaner, og dette udbrud var kraftigere end udbruddene i Eyjafjallajökull året forinden. Udbruddet kastede aske og lava 20 km op i atmosfæren og skabte derved en kraftig støvsky, som man en overgang frygtede ville påvirke flytrafikken over store dele af Nordeuropa, men konsekvenserne blev ikke nær så voldsomme som året forinden.

### Klima
Kysten i Island har subpolar kystklima. Den varme nordatlantiske strøm sikrer en generel højere årstemperatur end de fleste andre steder på den samme breddegrad på kloden. Andre områder på Jorden med tilsvarende klimatiske forhold finder man på Aleuterne, Alaskahalvøen og Ildlandet, men disse områder ligger alle tættere på Ækvator end Island. Trods øens relativt korte afstand til Nordpolen er kysten isfri gennem hele vinterperioden. Isskruninger er stort set et ukendt fænomen, der senest forekom på nordkysten i 1969.
Klimaet varierer noget mellem de forskellige dele af øen. Overordnet set er syddelen af øen varmere, fugtigere og mere forblæst end norddelen. Den centrale højslette er den koldeste del af øen. Lavtliggende indlandsområder mod nord er de tørreste dele. Snefald om vinteren er mere almindelig mod nord end mod syd.
Temperaturrekorderne ligger på henholdsvis 30,5 °C (målt i Teigarhorn på sydkysten 22. juni 1939) og -38 °C (målt i Grímsstaðir og Möðrudalur på nordøen et stykke fra kysten 22. januar 1918). Temperaturrekorderne for Reykjavik er på henholdsvis 26,2 °C målt 30. juli 2008 og -24,5 °C målt 21. januar 1918.
Gennemsnitstemperaturer i Reykjavik (1961–1990):
| Måned        | jan | feb  | mar | apr | maj | jun  | jul  | aug  | sep  | okt | nov  | dec  | År  |
| ------------ | --- | ---- | --- | --- | --- | ---- | ---- | ---- | ---- | --- | ---- | ---- | --- |
| Højeste (°C) | 1,9 | 2,8  | 3,2 | 5,7 | 9,4 | 11,7 | 13,3 | 13,0 | 10,1 | 6,8 | 3,4  | 2,2  | 7,0 |
| Laveste (°C) | -3  | -2,1 | -2  | 0,4 | 3,6 | 6,7  | 8,3  | 7,9  | 5,0  | 2,2 | -1,3 | -2,8 | 1,9 |

Gennemsnitstemperaturer i Akureyri (1961-1990):
| Måned        | jan  | feb  | mar  | apr  | maj | jun  | jul  | aug  | sep | okt | nov  | dec  | År  |
| ------------ | ---- | ---- | ---- | ---- | --- | ---- | ---- | ---- | --- | --- | ---- | ---- | --- |
| Højeste (°C) | 0,9  | 1,7  | 2,1  | 5,4  | 9,5 | 13,2 | 14,5 | 13,9 | 9,9 | 5,9 | 2,6  | 1,3  | 6,7 |
| Laveste (°C) | -5,5 | -4,7 | -4,2 | -1,5 | 2,3 | 6,0  | 7,5  | 7,1  | 3,5 | 0,4 | -3,5 | -5,1 | 0,2 |

### Dyre- og planteliv
Der findes omkring 1.300 kendte insektarter i Island. Dette er et ret lavt tal sammenlignet med andre lande samt de over en million kendte på verdensplan. Den eneste oprindelige art af pattedyr, der fandtes, da der først kom mennesker til øen, er polarræven, som kom til øen i slutningen af istiden ved at vandre over det isdækkede hav. I sjældne tilfælde har man observeret flagermus på øen, båret dertil af vinden, men det er ikke muligt for dem at formere sig på stedet. Der kommer undertiden isbjørne svømmende til øen fra Grønland, men der findes ikke nogen islandsk population heraf. Der findes ingen fritlevende krybdyr eller padder på øen.
Omkring tre fjerdedele af Island er plantemæssigt gold. Det meste af resten består hovedsageligt af græsland, som anvendes til afgræsning af husdyr. Langs mange veje, hvor der er vand i nærheden, findes tætte bevoksninger af kvan. Det mest almindelige træ, der er naturligt hjemmehørende på øen, er Dun-Birk (Betula pubescens), som tidligere voksede som skove over store dele af øen sammen med Bævre-Asp (Populus tremula), almindelig røn (Sorbus aucuparia), almindelig ene (Juniperus communis) og andre småtræer.
Da landet blev beboet første gang, var det øjensynlig i stor udstrækning dækket af skov. I Íslendingabók fra det 12. århundrede beskriver Ari Þorgilsson øen som "dækket med skov fra bjerg til kyst". Den permanente bosættelse af mennesker forstyrrede det isolerede økosystem bygget op på et tyndt lag vulkansk jord med en beskeden artsdiversitet. Der blev i de følgende århundreder foretaget en kraftig skovhugst for at skaffe brænde og tømmer. Afskovning, forværrelse af klimaet under den lille istid samt overgræsning af får medførte erosion, som ødelagde det værdifulde øverste jordlag. I nutiden er mange gårde ganske enkelt forladt, fordi dyrkning af jorden ikke længere er rentabel, og tre fjerdele af øens areal er berørt af erosionen, heraf omkring en fjerdedel så voldsomt, at arealet er uopdyrkeligt. Det er blot nogle få klynger af birk, der står tilbage i disse isolerede områder. I de senere år har man plantet en del træer, men det er ikke i nærheden af at svare til den oprindelige skovmængde. Nogle af de skove, der plantes, indeholder også fremmedarter.
Af tamdyr i Island finder man får, kvæg, høns, geder, de hårdføre islandske heste og fårehunde. Der findes en stor mængde fiskearter i farvandene omkring Island, og fiskeindustrien har stor betydning for landets økonomi. Blandt de vilde pattedyr finder man ud over polarræven også mink, mus, rotter, kaniner og rensdyr. Fuglelivet er rigt og især havfuglene udgør en stor del af faunaen i landet. Lunder, kjover og rider er nogle af de arter, der yngler på klipperne ved kysterne.
Med mellemrum foretager islændingene kommerciel hvalfangst sammen med videnskabelig jagt på hvaler. Hvaludflugter er siden 1997 blevet en stadigt vigtigere del af den islandske økonomi.

## Politik
Island har et flerpartisystem med partier på højre-venstre-skalaen. De største partier er det centrum-venstreorienterede Samfylkingin, det centrum-højreorienterede Sjálfstæðisflokkurinn og Vinstrihreyfingin – Grænt framboð (Venstrebevægelsen – De grønne). Andre partier med sæde i Altinget er det centrumorienterede Framsóknarflokkurinn og det nye parti Hreyfingin. På lokalt plan findes der en række andre partier og lister, der primært driver politik i enkeltkommuner.
Island var det første land i verden, som havde et parti, der udelukkende var stiftet og ledet af kvinder. Det var Kvennalistinn, der kom til verden i 1983 med det formål at tilgodese kvindernes rettigheder økonomiske, politisk og socialt. Ved det første altingsvalg, som partiet deltog i, steg kvindernes repræsentation med 15 %. Selv om partiet blev opløst i 1999, da det smeltede sammen med Samfylkingin, satte det et varigt spor i islandsk politik: Alle større partier har en kvote på 40 % kvinder, og næsten en tredjedel af det nuværende Altings medlemmer (valgt i 2009) er kvinder; på verdensplan er andelen 16 %.
Per 2010 lå Island på andenpladsen på demokrati-indekslisten for verden, og per 2012 som nummer elleve på listen over regeringsgennemskuelighed (anti-korruption). Landet har en høj valgdeltagelse med omkring 84 % ved de seneste valg, hvor gennemsnittet inden for OECD-landene lå på 72 %. Når det kommer til tilliden til de politiske institutioner, er Islands resultat dog ikke så flot, idet 50 % af borgerne siger, de stoler på regeringen, hvilket kan sammenlignes med gennemsnittet for OECD-landene på 56 %.

### Ledelse
Island har et repræsentativt demokrati og er en parlamentarisk republik. Landets parlament, det moderne Altinget, blev grundlagt i 1845 som et rådgivende organ til den danske konge. Det betragtes i almindelighed som en videreførelse af den folkeforsamling af samme navn, der blev dannet i 930 og nedlagt i 1799. Dermed betragtes det som verdens ældste parlament. På nuværende tidspunkt har Altinget 63 medlemmer, som vælges for en fireårig periode (det seneste valg blev afholdt den 25. april 2009). Præsidenten vælges ligeledes for en fireårig periode med mulighed for et ubegrænset antal genvalg. Valget præsidenten og til Altinget og kommuner afholdes uafhængigt af hinanden. Regeringsleder er Islands statsminister, som repræsenterer et flertal i Altinget og udpeges af præsidenten.
Præsidentposten er overvejende af ceremoniel karakter, hvor præsidenten virker som diplomat udadtil. Indadtil har præsidenten dog vetoret over for Altingets beslutninger og kan sætte en sådan beslutning til folkeafstemning. Den siddende præsident er Guðni Th. Jóhannesson, landets sjette præsident. Regeringens leder er statsministeren, som for tiden er Bjarni Benediktsson. Statsministeren står sammen med sin regering for den udøvende magt i landet. Regeringen udpeges formelt set af præsidenten efter valg til Altinget; præsidentens udpegelse sker dog først efter forhandlinger mellem lederne af de valgte partier, som på baggrund af valgets udfald og indgåelse af koalitioner når til enighed om en regeringssammensætning, der har flertal i Altinget. Det er kun, hvis partilederne ikke er i stand til at opnå en sådan enighed inden for en rimelig tid, at præsidenten kan bruge sin formelle ret og selv udpege en regering. Dette er ikke sket, siden Island i 1944 blev republik, men i 1942 udpegede regenten Sveinn Björnsson, som Altinget havde tildelt denne post året forinden, en ikke-parlamentarisk regering. På dette tidspunkt svarede regentens position af alle andre end formelle grunde til en præsidents, og Björnsson blev i øvrigt også landets første reelle præsident i 1944.
Omfanget af præsidentens magt diskuteres jævnligt af islandske jurister; adskillige bestemmelser i grundloven giver tilsyneladende præsidenten en ret omfattende magt, mens andre bestemmelser og traditionen trækker i modsat retning. I 1980 blev den uafhængige kandidat, Vigdís Finnbogadóttir, med valgt 34% af stemmerne over sine tre mandlige modkandidater og blev dermed både Islands første kvindelige præsident og den første demokratisk valgte, kvindelige præsident i verden. Hun blev genvalgt uden modkandidater i 1984 og 1992, men 1988 besejrede hun Sigrún Þorsteinsdóttir med ca. 95 % mod 5 %, og hun var præsident frem til 1996, hvor hun ikke genopstillede til embedet.
Island har altid haft koalitionsregeringer bestående af mindst to partier, idet det aldrig i perioden med republik er lykkedes et enkelt parti at opnå absolut flertal i Altinget. Efter det seneste valg i 2009 dannede Samfylkingin sammen med Vinstrihreyfingin - Grænt framboð regering under ledelse af Sigurðardóttir med 34 af de 63 mandater i Altinget.

### Administrativ opdeling
Island opdeles i regioner, valgkredse, sysler og kommuner. De otte landsdele eller regioner anvendes primært til statistiske formål; retsvæsenet bruger endvidere en ældre udgave af denne opdeling. Før 2003 var valgkredsene identiske med regionerne, men efter en grundlovsændring blev de fastsat til de nuværende seks kredse. Ændringen blev indført for at give en bedre balance mellem valgkredsene, idet der med de tidligere kredse skulle flere vælgere til at give et mandat i Reykjavik-området end i de mere tyndtbefolkede områder. Denne ubalance er reduceret med de nye valgkredse, men er ikke fuldstændig elimineret.
- Islands regioner
- Islands valgkredse
- Islands sysler

Regioner
- Höfuðborgarsvæðið
- Reykjanes
- Vesturland
- Vestfirðir
- Norðurland vestra
- Norðurland eystra
- Austurland
- Suðurland

Regionerne er opdelt i 26 sysler og 69 kommuner. Opdelingen i sysler er i stort omfang historisk betinget, idet der oprindeligt var 23 sysler og 25 uafhængige byer. Syslernes nutidige funktion er at repræsentere centralregeringen på forskellige områder. Det gælder områder som skatteinddragelse, civile giftermål og administration af bankerotter. Efter en politireform i 2007, hvor politistyrkerne i nogle sysler blev slået sammen, er det nu omkring halvdelen af syslerne, der er ansvarlige for lokale politistyrker.
De 69 kommuner i landet styrer lokale forhold som folkeskoler, offentlig transport, affaldshåndtering, zoneplanlægning samt sociale forhold, herunder sikring af boliger til alle og tilbud til ældre og handicappede.
Islands klart største by er Reykjavík, der har fire gange så mange indbyggere som den næststørste, Kópavogur. Andre større byer i landet er Hafnarfjörður, Akureyri, Garðabær, Keflavík, Mosfellsbær, Akranes og Selfoss. Befolkningen bor stort set langs kysten og ca. 93 % af Islands befolkning bor i byerne, deraf 60 % i hovedstadsregionen, ca. 201.000 af i alt ca. 320.000 indbyggere.

### Udenrigsrelationer
Island opretholder diplomatiske forbindelser med stort set alle verdens nationer, men båndene til de øvrige nordiske lande, Tyskland, USA, Canada og de øvrige NATO-lande er særlig tætte. Ud fra historien samt kulturelle, økonomiske og sproglige ligheder er Island et nordisk land, og disse lande opretholder et tæt samarbejde via Nordisk Råd.
Island er en del af det Europæiske Økonomiske Samarbejdsområde, som giver landet adgang til det store fælles marked i EU. Island er ikke selv medlem, men 16. juli 2009 besluttede Altinget med 33 stemmer for og 28 imod at søge om medlemskab af EU, og landet søgte officielt om optagelse 17. juli samme år. Optagelsesproceduren har været i gang siden juli 2010. I marts 2015 meddelte det den islandske regering dog, at man trak ansøgningen tilbage.
Island er desuden medlem af FN, NATO, EFTA og OECD.

### Militær
Island har ikke nogen stående hær. US Air Force havde fire til seks interceptorkampfly stationeret på Keflavik-basen, indtil amerikanerne trak sig ud af Island 30. september 2006. Siden maj 2008 har NATO-kampfly med mellemrum patruljeret islandsk luftrum under Icelandic Air Policing-missionen. Island støttede invasionen af Irak 2003 – trods en del hjemlige kontroverser – ved at sende ammunitionsrydningsmandskab fra kystpatruljen til Irak; senere blev dette mandskab erstattet af medlemmer af det islandske kriseberedskab. Island har endvidere deltaget i den fortsatte krig i Afghanistan samt NATO-bombningerne i Jugoslavien 1999. Trods den herskende krise i landet blev det første nye patruljefartøj i årtier søsat 29. april 2009.
Islændingene bryster sig gerne af deres rolle i topmødet i Reykjavik 1986 mellem Ronald Reagan og Mikhail Gorbatjov, som fik afgørende betydning for afslutningen af den kolde krig. Island har gennem historien selv været involveret i en serie internationale konflikter angående fiskerirettighederne. Flere stridigheder med Storbritannien førte til den såkaldte torskekrig, der eskalerede i flere omgange: 1952–56, da Island udvidede sin fiskerizone fra 3 til 4 sømil, 1958–61, hvor den blev udvidet til 12 sømil, 1972-73, hvor zonen blev udvidet til 50 sømil, og endelig i 1975–76, hvor zonen blev udvidet til 200 sømil.
Ifølge det internationale fredsindeks er Island det fredeligste land i verden som følge af fraværet af væbnede styrker, lav kriminalitet og høj socio-politisk stabilitet.

## Økonomi
Bortset fra dets enorme mængder af vandkraft og Geotermisk energi har landet kun meget begrænset med naturlige ressourcer; historisk set har landets økonomi været meget afhængig af fiskeindustrien, som fortsat udgør 40 % af eksportindtægterne og beskæftiger 7 % af arbejdsstyrken. Island er følsomt over for de vigende fiskebestande samt de faldende priser på verdensmarkedet på fisk og fiskeprodukter samt de øvrige materielle eksportvarer som aluminium og jernsilicium. Den eneste naturlige ressourceudnyttelse er produktionen af cement. De fleste bygninger er opført i beton for at forhindre skader ved jordskælv.
Indtil det 20. århundrede var Island et af de fattigste lande i Vesteuropa. Dette har ændret sig markant, så landet nu er et af de mest udviklede lande i verden. Den enorme økonomiske vækst fik Island til at ligge øverst på FN's Human Development Index i 2007-08, men en voldsom økonomisk rutsjetur som følge af den økonomiske krise har betydet et fald til en trettendeplads i 2011. Med udgangspunkt i Gini-koefficienten er Island et af de mest homogene lande på indkomstsiden. Arbejdsløsheden, der steg markant under krisen fra 2008 til 9,4 % i februar 2009, er nu faldet til et niveau på 5,6 % i januar 2013.
Island har længe været skeptisk over for et EU-medlemskab, men ansøgte fra 2010 til 2015 om optagelse. Den islandske møntenhed er islandsk króna, og der er fortsat stor modstand mod indførelsen af euroen. Skønt Altinget i 2009 vedtog at søge om EU-optagelse, er den folkelige modstand stor; en gallupundersøgelse fra begyndelsen af 2012 viste en modstand på 67 % mod EU-medlemskabet.
Islands økonomi er blevet mere spredt i de seneste årtier, hvor især produktions- og servicesektorerne har været stigende. Brancher med stigende økonomisk betydning er softwareudvikling, bioteknologi, finansområdet og turisme. Industrien står for rundt regnet en fjerdedel af landets økonomiske aktiviteter, mens servicesektoren står for omkring 70 %. På trods af beslutningen om at genoptage hvalfangsten i 2006 er turistsektoren stigende, specielt indenfor økologiturisme og hvaludflugter. Landbruget står for lidt over 5 % af økonomien, og her er kartoffel- og grønsagsdyrkning (sidstnævnte især i drivhuse), fåreavl og mejeriprodukter især vigtige. Landets finansielle centrum er Borgartún i Reykjavik, hvor en lang række firmaer og tre investeringsselskaber har til huse. Islands børs, Kauphöll Íslands, blev etableret i 1985.
Island er placeret på en 23. plads på listen over verdens lande rangeret efter økonomisk frihedsgrad, hvilket er lavere end landets placering før den økonomiske krise, men fortsat en placering på den øverste del af listen. Landet er placeret på en 30. plads på World Economic Forums liste over global konkurrenceevne. Ifølge den ansete franske INSEAD's liste over global innovationsevne er Island rangereret som nummer atten. Den generelle personlige beskatning i Island er på 36,3 %, mens virksomheder beskattes med 20 %. Landet har endvidere moms samt ejendomsskat. Arbejdstagerne har relativt fleksible forhold, og arbejdsmarkedet er et af de mest frie i verden. Der er en velbeskyttet privat ejendomsret i landet, og Island er et af de få lande i verden med et styret fiskeri baseret på privat ejendomsret. Landet er en velfærdsstat, men udgifterne hertil er generelt lavere end i de fleste europæiske lande.
Skønt skatten er lav i Island, er tilskuddene til landbruget blandt de højeste i OECD-landene og potentielt en hindring for strukturelle ændringer. Men generelt har krisen i landet medført en stærkt øget indsats for at holde de offentlige udgifter på et bæredygtigt niveau, efter at der fx i 2009 var et underskud på de offentlige finanser på 10 % af BNP. Dette forhold er ændret, så underskuddet i 2011 var på 3 %, mens der ventes et lille overskud i 2013. Der er dog fortsat behov for forbedringer i økonomien i landet, og OECD anbefalede i 2011 en effektivisering af fiskeriindustrien samt en strammere valutapolitik for at reducere inflationen. Islands offentlige gæld var i 2012 på 120 % af BNP, hvilket var det tiendehøjeste i verden.

### Økonomisk krise 2008-10
Island blev særlig hårdt ramt af den økonomiske krise i 2000'erne. I 1994 underskrev Island EØS-aftalen, der sikrede fri bevægelighed af kapital. Dermed gjaldt islandske banklicenser i hele EØS-området, så islandske banker kunne operere frit overalt i Vesteuropa. I 1991 havde statsminister Oddsson initieret en privatisering af de islandske statsbanker; fuldt gennemført i 2003, da der også kom lavere krav til bankers egenkapital og afsætning. I 2001 udgjorde islandske bankaktiver 100 % af BNP; i 2008 var de vokset til nærved 1.000 % af BNP. Lige før krisen indtrådte, havde islandske banker ansvar for en sum tilsvarende $ 200 millarder, dvs. elleve gange landets BNP. Alligevel skrev de skandinaviske centralbanker i en fælles rapport i 2006, at "bankindustrien på Island er grundlæggende sund" – selv om landets valutabalance i 2005 var på minus 25 % – vistnok en verdensrekord.
Problemet for Island var, at europæiske banker havde lånt de islandske banker svimlende beløb i euro; men da Island ikke tilhører eurozonen, og islandske kroner faldt med 58 % mod euro under krisen, tabte udenlandske investorer 58 % af de udlån, de islandske banker havde konverteret til islandske kroner. Dermed var de islandske banker konkurs. Rigtignok havde statsminister Oddsson i 2003 lovet, at den islandske centralbank garanterede for alle krav mod islandske banker; men så store valutareserver havde den slet ikke, når banksektoren var vokset sig elleve gange større end Islands BNP. For hver euro i bankbeholdningen, garanterede centralbanken på det højeste for mellem 30 og 40 euro. I oktober 2008 så Nationalforsamlingen ingen anden udvej end at stifte nye banker, hvortil de islandske indskud og islandsk gæld blev overført. I de gamle, nedlagte banker genstod nogle værdier, de internationale kreditorer kunne skændes om. Deres tab beløb sig til 5,4 gange Islands samlede værdiskabning i 2009.
I 2008 var Erwin Huber finansminister i Bayern, og som leder af CSU en af Tysklands mægtigste politikere. Han var også styreformand i Bayerische Landesbank (BL), en af Tysklands største finansinstitutioner og økonomisk langt større end Island. BL tabte 1,7 milliarder euro i Island, gik dermed konkurs og var den første tyske bank, der måtte bede regeringen i Berlin om ny egenkapital. I alt tabte tyske banker 20 milliarder euro i Island, som var direkte årsag til, at den tyske regering måtte gå ind med store mængder ny egenkapital i sit lands banker. Huber gik af som finansminister og leder for CSU; og sagen kostede skattebetalerne i Bayern alene et tab på 8 milliarder euro. Til gengæld reddede Island sig over i omtrent samme situation som tyskerne; i 2012 var arbejdsløsheden lidt over 5 % og statsgælden på omkring 80 % af BNP, ligesom handels- og valutabalancen med udlandet er positiv for begge lande. Islandske pensionsfonde er dertil velstående. I 2012 klarede Island sig igen på egen værdiskabning og egne sparepenge. Men havde Norge gjort det samme som Island – opjusteret for sin langt større økonomi – havde Norge påført omverdenen et tab på 13.500 milliarder kroner, dvs. ti billioner mere end det norske oliefond og et samlet tab svarende til 1,7 billioner euro. Havde Norge – eller Danmark – gjort som Island, var verden sendt tilbage til naturalhusholdning.
I efteråret 2008 blev der lukket for Landsbanki, Glitnir og Kaupthings mulighed for at refinansiere lånene, og den islandske stat overtog kontrollen med de tre nævnte finansinstitutioner og sørgede for at etablere nye banker, der kunne fungere på den nationale scene, mens Landsbanki, Glitnir og Kaupthing gik bankerot.
IMF gik ind i problemerne og lånte Island en betydelig sum, men krævede samtidig, at Island satte sin rente op til 18 %. Derpå blev den islandske krone igen i sat ud i åben handel, hvor den havde mistet mere end to tredjedele af sin værdi i forhold til det gennemsnitlige værdi hidtil i 2008. Island bad endvidere i efteråret 2008 de øvrige nordiske lande om lån, og Danmark, Norge, Sverige og Finland bevilgede tilsammen landet lån på i alt $2,5 milliarder, mens Færøerne ydede et lån på 300 millioner DKK. Befolkningen reagerede trods disse lån negativt på regeringens håndtering af krisen, hvilket betød, at højreliberale regering i januar 2009 måtte gå af. Den nye venstreorienterede regering indledte med at afsætte Nationalbankens direktør Davíð Oddsson, der i befolkningen var blevet syndebuk for krisen.
Den efterfølgende vurdering af årsagen til det store sammenbrud peger på flere forhold. For det første havde Island satset meget højt på at etablere sig som finansielt centrum i lighed med lande som Schweiz, og samtidig havde de offentlige myndigheder i markant grad forsømt sin tilsynspligt med bankerne, der derved kunne oparbejde den store gæld. For det andet var de halvoffentlige og private investeringer generelt steget uforholdsmæssigt gennem nogle år, lige som privatforbruget var øget gevaldigt. Endelig steg byggeaktiviteten i en grad, så det ville have givet krise, også selv om den internationale krise ikke var opstået samtidig. Resultatet er en stor mængde nye, tomme boliger.
En konsekvens af økonomiens sammenbrud i Island var, at arbejdsløsheden steg betragteligt. Optimismen op til krisen havde trukket en hel del fremmed arbejdskraft til landet, især fra Polen, og da krisen opstod, steg arbejdsløsheden fra stort set fuld beskæftigelse til henimod 10 %. De udenlandske tilflyttere rejste kun i begrænset omfang tilbage, mens til gengæld en del islændinge forlod landet efter kollapset. Som et eksempel kan det nævnes, at udvandringen fra Island til Norge steg fra 293 i 2000 til 1.625 i 2009.
Storbritannien og Holland krævede omkring 28 mia. kr. tilbage for tabet på internetbanken Icesaves sammenbrud. Med 33 stemmer for og 30 imod vedtog Altinget 30. december 2009 at tilbagebetale milliardlånet til Storbritannien og Holland. Gælden svarede til omkring 85.000 danske kroner for hver af landets omkring 330.000 indbyggere. Den islandske præsident, Olafur Ragnar Grimsson nedlagde veto mod regeringens første aftale om at betale gælden tilbage. Den 5. marts 2010 var der folkeafstemning om tilbagebetalingsaftalen, der blev afvist med overvældende flertal. Efterfølgende er det lykkedes for den retablerede Landsbanki at tilvejebringe over halvdelen del den oprindelige banks gæld i fremmed valuta, hvilket betyder, at der vil ske en tilbagebetaling til blandt andet små kreditorer i Storbritannien og Holland i perioden 2014-2018.

### Transport
Antallet af biler pr. indbygger er stort i Island, og med en bil for hver 1,35 indbygger i 2011, er dette den førende transportform i landet. Der er knap 13.000 km veje i Island, deraf næsten 5.000 km registreret som hovedveje. Mange af vejene er uden fast overflade, særligt mindre befærdede veje på landet. Hastighedsgrænserne er på 50 km/t i byerne, 80 km/t på grusveje og 90 km/t på veje med fast overflade. Der findes ingen jernbaner i landet.
Island indførte 26. maj 1968, kendt som Hægri dagurinn ("Højredagen"), højretrafik.
Nationalvej 1, også kaldet Hringvegur ("Ringvejen"), strækker sig rundt om øen og forbinder derved alle de større beboede områder. Konstruktionen heraf blev afsluttet i 1974, og vejen, der er asfalteret på hele strækningen, er på 1.337 km med et spor i hver retning, undtagen omkring de større byer samt i Hvalfjörðurtunnellen (lidt nord for Reykjavik), hvor der er flere spor. Mange broer på vejen, især i den nordlige og den østlige del af landet, har kun ét spor i alt og er lavet af træ og/eller stål.
Den nationale lufthavn i Island er Keflavik International Airport, der ligger 48 km vest for Reykjavik. Indenrigsflytrafikken, forbindelser til Grønland og Færøerne samt forretningsflyvning foregår fra Reykjavik Lufthavn, som ligger i selve hovedstaden. Der findes 103 registrerede lufthavne og flyvepladser i Island; de fleste af disse er uden belægning og befinder sig i landdistrikterne. Den største flyveplads er Geitamelur 100 km øst for Reykjavik med fire landingsbaner; denne bruges udelukkende til svæveflyvning.
De største havne i Island ligger i Akureyri, Hornafjördur og Ísafjörður, der alle har eller har haft store fiskeflåder. De fem øer ud for den islandske kyst, der er beboet, betjenes alle af færger. Det drejer sig bl.a. om Vestmannaeyjar, Hrísey og Grímsey.

### Energi
Vedvarende energi – geotermisk energi og vandkraft – leverer stort set al elektricitet i Island. 99,99 % af al energi skabt i landet stammer fra disse kilder, og vedvarende energi udgør 86 % af det samlede energiforbrug i landet. Næsten al elektricitet og opvarmning er baseret på vedvarende energi. Resten af energiforbruget stammer fra fossile brændstoffer, primært importeret olie til transport. Der er bred politisk enighed om at reducere brugen af fossile brændstoffer så meget som overhovedet muligt. De største geotermiske kraftværker er Hellisheiði og Nessjavellir, mens Kárahnjúkar-dæmningen rummer landets største vandkraftværk.
Island udledte drivhusgasser svarende til 6,04 ton CO2 per indbygger i 2010, et fald fra 7,60 i 2000. Island har siden forhandlingerne om Kyoto-aftalen arbejdet ihærdigt på at blive det første land i verden helt uden CO2-udledning. og planen for at nå dette mål havde tre faser: Først skulle man få erfaring med brintbaseret transport ved at lade tre bybusser i Reykjavik køre på brint i en prøveperiode; dernæst skulle man lave tilsvarende forsøg med personbiler, og i tredje fase kom turen til at afprøve brint som brændsel på fiskefartøjer. Baggrunden for på den måde at satse på brint som brændstof er, at brinten kan fremstilles billigt ved hydrolyse, der kan foretages ved brug af den elektricitet, der fås fra den vedvarende energi.
I 2009 udbød Island de første licenser til firmaer, der ønskede at søge efter olie i havbunden ud for øen med henblik på udvinding heraf i området nordøst for øen kaldet Dreki-feltet.
I 2012 forhandlede regeringerne i Island og Storbritannien om muligheden for at etablere et jævnstrømshøjspændingskabel til at levere elektricitet fra Island til Storbritannien. Årsagen hertil er, at Island har store uudnyttede ressourcer af vedvarende energi, mens Storbritannien kan se frem til, at landets energireserver baseret på olieudvinding i Nordsøen ikke kan blive ved med at dække behovet, lige som landet også er interesseret i at få en større del af energien baseret på vedvarende kilder.

### Turisme
Turismen er Islands næststørste erhverv; specielt sommerturismen har en stor betydning. I 2011 besøgte 565.000 turister landet, og den gennemsnitlige stigning heraf siden 2000 var på 6,1 % årligt. Antallet hotelovernatninger af turister var i 2011 ca. 1,8 millioner. Turisterne kommer fortrinsvis fra USA, Storbritannien, Tyskland, Frankrig og Skandinavien, hvis man ser på ankomster til Keflavik International Airport.
På grund af Islands beliggenhed i Nordatlanten har transportselskaberne fordel af den stigende turisme. Der er mange flyforbindelser fra det europæiske fastland og færgeforbindelse fra den danske vestkyst til Seyðisfjörður med den færøske bilfærge Norröna, der fortsætter til Færøerne.
Ved siden af de mange kunstmuseer minder Nationalmuseet i Reykjavík og de andre islandske museer om landets rige kulturarv. Særlig frilandsmuseerne dokumenterer livsbetingelserne før i tiden.
Blandt de mange naturoplevelser i landet tiltrækker den Blå Lagune, gejseren Geysir, vandfaldet Gullfoss samt vikingrenes parlament Þingvellir især turisterne.

### Uddannelse og forskning
Ministeriet for Undervisning, Forskning og Kultur er ansvarligt for politikken og metoderne, som skolerne i landet skal følge, og det udsteder nationale hovedlæseplaner. Børnehaver og grundskoler drives af kommunerne.
Børnehaverne (leikskóli) er første trin i undervisningssystemet, men er valgfri for børn under seks år. I forhold til grundskolen er børnehavernes opgave at gøre overgangen til skolen så nem som mulig, hvilket ministeriet tilgodeser med et pædagogisk program. Den obligatoriske undervisning omfatter børn i alderen 6 til 16 år og foregår normalt i grundskolen (grunnskóli), men hjemmeundervisning er tilladt under visse betingelser. Skoleåret begynder i slutningen af august og slutter i begyndelsen af juni, hvilket giver et skoleår på minimum 180 dage med fem skoledage om ugen.
Efter grundskolen følger ungdomsuddannelserne (framhaldsskóli), herunder gymnasier, for 16-20 årige. Formålet med disse er at forberede de unge i at leve og arbejde i et demokratisk samfund, herunder at gøre dem parate til en specialuddannelse. Staten driver ungdomsuddannelser samt de videregående uddannelser, og ministeriet udgiver vejledende læseplaner for ungdomsuddannelserne.
De videregående uddannelser (háskóli) omfatter blandt andet universiteter, og undervisningen på de offentlige af disse er gratis, lige som de studerende har adgang til studielån til at leve for i studietiden. Den største videregående uddannelsesinstitution er Háskóli Íslands (Universitetet i Island); andre betydelige institutioner er Reykjavik Universitet, Universitetet i Akureyri, Landbohøjskolen i Island samt det private Bifröst Universitet. Islands Nationalarkiv (Þjóðskjalasafn Íslands) på Laugavegur i Reykjavik er Islands nationale arkiv.
En OECD-måling har vist at 66 % af islændingene mellem 25 og 64 år har opnået mindst en ungdomsuddannelse, hvilket er under gennemsnittet for OECD-landene på 74 %. Blandt de 25-34 årige har 70 % en ungdomsuddannelse, sammenlignet med gennemsnittet for OECD-landene på 81 %. Alligevel regnes Islands uddannelsessystem for at have en fremragende kvalitet: I en PISA-undersøgelse fra 2009 ligger landet inden for læsning på en sekstendeplads, lidt over gennemsnittet for OECD-landene, og også i matematik ligger man over OECD-gennemsnittet.
Landets udgifter til undervisning og uddannelse var i 2007 på 7,8 % af BNP per indbygger. Udgifterne til forskning var i 2009 på 3,1 % af BNP per indbygger.

## Demografi
Den oprindelige befolkning i Island var af skandinavisk og gælisk oprindelse. Det er påvist ud fra litteratur, der stammer fra bosættelsesperioden, samt ud fra nyere videnskabelige studier, der omfatter sammenligning af blodtyper samt genetiske analyser. En af disse analyser har indikeret, at størstedelen af de mandlige bosættere var af skandinavisk oprindelse, mens størstedelen af de kvindelige havde gælisk baggrund.
Island har detaljerede genealogiske optegnelser siden slutningen af det 17. århundrede og brudstykker af optegnelser helt tilbage til bosættelsestiden. Det biofarmaceutiske firma Íslensk erfðagreining, også kendt som deCODE genetics, har stået bag etableringen af en genealogisk database, der forsøger at registrere samtlige kendte beboere i Island. Firmaet ser denne database, kaldet Íslendingabók, som et værdifuldt hjælpemiddel til brug for forskning i genetiske sygdomme, fordi Island har været et relativt isoleret samfund.
Indbyggertallet i Island menes at have varieret mellem 40.000 og 60.000 i en periode fra lidt efter den første bosættelse til op i midten af det 19. århundrede. I denne periode havde isvintre, aske fra vulkanudbrud og pestepidemier været med til at holde befolkningstilvæksten nede. Ifølge Reid Bryson (1974) var der 37 år med hungersnød i perioden 1500 til 1804. Den første folketælling fandt sted i 1703 og viste et befolkningstal på 50.358. Efter det ødelæggende Laki-vulkanudbrud i 1783–84 nåede befolkningstallet ned på omkring 40.000. Store forbedringer i leveforholdene har medført en hastig stærk stigning i befolkningstallet siden midten af det 19. århundrede fra omkring 60.000 i 1850 til 320.000 i 2008. Island har en relativt ung befolkning for et højt udviklet land, hvor hver femte indbygger er 14 år eller yngre. Med et fertilitetsrate på 2,1 er Island et af de få europæiske lande, hvor fødselstallet er stort nok til at sikre en befolkningsstigning på længere sigt.
I december 2007 var 33.678 personer (13,5 % af den totale befolkning) med bopæl i Island født uden for landet, herunder børn af islandske forældre bosiddende i udlandet. Omkring 19.000 personer (6 % af befolkningen) havde udenlandsk statsborgerskab. Den største minoritetsgruppe i landet er polakker med et stort spring ned til de næste grupper. Omkring 8.000 polakker bor i Island, hvoraf 1.500 bor i Reyðarfjörður, hvor de udgør 75 % af de arbejdere, der opfører Fjarðarál aluminiumsværket. Den seneste bølge af immigration har rod i mangel på arbejdskraft som følge af det økonomiske boom i begyndelsen af 2000'erne samt lempelser i begrænsninger for menneskers flyttemuligheder i forbindelse med EU-udvidelsen i 2004. Store byggeprojekter i det østlige Island, heriblandt Fjarðarál aluminiumsværket og Kárahnjúkar vandkraftværket, har tiltrukket mange mennesker, hvis ophold forventes at blive af et begrænset omfang. Mange polske indvandrere overvejede at forlade landet ved krisens indtog i 2008.
Den sydvestligste del af landet har den højeste befolkningstæthed. Det er også her, man finder landets hovedstad, Reykjavik, der er den nordligst beliggende hovedstad i verden. De største byer uden for Storreykjavik er Akureyri og Reykjanesbær, hvor sidstnævnte dog ligger ret tæt på hovedstadsområdet.
I slutningen af det 10. århundrede koloniserede omkring 500 islændinge anført af Erik den Røde Grønland. Denne koloni nåede på sit højdepunkt op imod 5000 personer og etablerede flere institutioner uafhængig af de tilsvarende islandske, inden denne befolkningsgruppe forsvandt omkring år 1500. Fra Grønland drog de nordiske bosættere videre og etablerede sig også i Vinland, men disse forsøg på at kolonisere Nordamerika gik i sig selv igen på grund af fjendtligheder fra den oprindelige befolkning. I nyere tid begyndte en emigration til USA og Canada i 1870'erne. I dag har Canada over 88.000 mennesker med islandske rødder, mens næsten 50.000 personer i USA er af islandsk afstamning ifølge folketællingen i 2010.

### Urbanisering
De ti største byområder i Island er:
| 1                                               | Reykjavik     | 120.165 |
| 2                                               | Kópavogur     | 30.401  |
| 3                                               | Hafnarfjörður | 26.031  |
| 4                                               | Akureyri      | 17.481  |
| 5                                               | Reykjanesbær  | 14.099  |
| 6                                               | Garðabær      | 10.584  |
| 7                                               | Mosfellsbær   | 8.517   |
| 8                                               | Árborg        | 7.928   |
| 9                                               | Akranes       | 6.630   |
| 10                                              | Fjarðabyggð   | 4.736   |
| Indbyggertal ved folketællingen 1. oktober 2009 |               |         |

### Sprog
I praksis er Islands officielle skrift- og talesprog islandsk, et nordisk sprog afledt af norrønt. I sin grammatik og sit ordforråd er islandsk det af de moderne nordiske sprog, der har ændret sig mindst fra norrønt; således har islandsk bevaret flere bøjningsformer for navneord og udsagnsord og har i markant omfang udviklet nye ord baseret på islandske sprogrødder frem for at tage fremmedord ind i sproget. Denne puristiske tendens i udviklingen af det islandske ordforråd er i stor udstrækning et resultat af en bevidst sprogpleje foruden århundreders relative isolation. Islandsk er det eneste moderne sprog, der har beholdt runetegnet Þ sammen med de latinske bogstaver. Det moderne sprog, der ligger tættest op ad islandsk, er færøsk.
Islandsk tegnsprog blev officielt anerkendt som minoritetssprog i 2011. I undervisningssammenhænge er brugen heraf beskrevet i de nationale læreplaner.
Undervisning i engelsk og dansk er obligatorisk i grundskolen, og begge disse sprog forstås og tales i stor udstrækning. Andre sprog, der i et vist omfang kan anvendes, er færøsk, tysk, norsk og svensk. Dansk tales i Island ofte på en måde, så det er lettere forståeligt for nordmænd og svenskere, end når danskerne selv taler det – på en måde er det mere et fællesskandinavisk sprog.
Navngivning af personer er ikke, som det kendes fra de fleste europæiske lande, med et efternavn, der gives videre fra generation til generation. I stedet anvendes patronymer og metronymer, hvor et barn som efternavn får faderens eller moderens fornavn med tilføjelse af "-son" eller "-dóttir".

### Sundhed
Island har et statsstyret sundhedsvæsen, som sikrer indbyggerne behandling, der for 85 % vedkommende er gratis (betalt over skatten) samt i mindre omfang betales af borgerne selv (15 %). I modsætning til de fleste andre højt udviklede nationer har Island ingen privathospitaler, og privat sundhedsforsikring eksisterer stort set ikke.
Sundhedsvæsenet er en betragtelig post på statsbudgettet, og Island ligger som nummer elleve på listen over verdens lande, når man sammenligner sundhedsudgifter med BNP, og på en trettendeplads, når man sammenligner sundhedsudgifter per indbygger inden for OECD-landene. Samlet set er Islands sundhedsvæsen et af de mest velfungerende i verden med en placering som nummer femten på WHO's liste for 2000. Ifølge OECD har Island afsat et betydeligt højere beløb til sundhedsvæsenet end de fleste andre højt udviklede lande. I 2010 havde Island 3,6 læger og 14,5 sygeplejersker per 1000 indbyggere (sammenlignet med OECD-gennemsnittene på henholdsvis 3,1 og 8,7).
Islændingene er blandt de sundeste folk i verden, hvor 78 % af befolkningen i 2010 betegnede deres helbredstilstand som værende godt (markant højere end OECD-gennemsnittet på 70 %). Selv om tendensen er stigende er fedme ikke så stort et problem i Island som i andre højt udviklede lande (men dog højere end i resten af de nordiske lande), børnedødeligheden er en af de laveste i verden, og den del af befolkningen, der ryger, er lavere end OECD-gennemsnittet. Den forventede levealder er på 82 år i gennemsnit, hvilket er blandt de allerhøjeste i verden og over OECD-gennemsnittet på 80 år.
Desuden har Island en meget lav grad af forurening som følge af den høje anvendelse af vedvarende energi, en lav befolkningstæthed samt en høj grad af miljøbevidsthed blandt indbyggerne. Ifølge en OECD-opgørelse er indholdet af giftigt materiale i atmosfæren markant lavere end i noget andet industrialiseret land.

### Religion
| Religiøse tilhørsforhold (1. januar 2023) | Religiøse tilhørsforhold (1. januar 2023) | Religiøse tilhørsforhold (1. januar 2023) | Religiøse tilhørsforhold (1. januar 2023) | Religiøse tilhørsforhold (1. januar 2023) |
| ----------------------------------------- | ----------------------------------------- | ----------------------------------------- | ----------------------------------------- | ----------------------------------------- |
|                                           |                                           |                                           |                                           |                                           |
| Islands Folkekirke                        | Islands Folkekirke                        |                                           | 58,61                                     | 58,61                                     |
| Andet eller ikke angivet                  | Andet eller ikke angivet                  |                                           | 18,82                                     | 18,82                                     |
| Uden tilhørsforhold                       | Uden tilhørsforhold                       |                                           | 7,71                                      | 7,71                                      |
| Anden kristen tro                         | Anden kristen tro                         |                                           | 7,11                                      | 7,11                                      |
| Romerskkatolske kirke                     | Romerskkatolske kirke                     |                                           | 3,83                                      | 3,83                                      |
| Asatro                                    | Asatro                                    |                                           | 1,49                                      | 1,49                                      |
| Humanisme                                 | Humanisme                                 |                                           | 1.39                                      | 1.39                                      |
| Buddhisme                                 | Buddhisme                                 |                                           | 0,42                                      | 0,42                                      |
| Islam                                     | Islam                                     |                                           | 0,40                                      | 0,40                                      |
| Zuism                                     | Zuism                                     |                                           | 0,14                                      | 0,14                                      |
| Bahá'í                                    | Bahá'í                                    |                                           | 0,08                                      | 0,08                                      |

Island har grundlovssikret religionsfrihed, idet dog Islands Folkekirke, en luthersk kristen tro, er statskirke. Ved begyndelsen af 2023 fordelte islændingene sig religiøst som det kan ses af oversigten til højre.
I lighed med de øvrige nordiske lande er Island et ret sekulært samfund, hvor den aktive religionsudøvelse er ret beskeden. Oversigten viser kun de administrative tilhørsforhold til de religiøse organisationer og afspejler ikke nødvendigvis en reel trosfordeling blandt befolkningen. Ifølge en undersøgelse publiceret i 2001 var 21 % af befolkningen enten ateister eller agnostikere. En gallupundersøgelse fra 2011 konkluderede, at 60 % af islændingene fandt religion uvigtig for deres dagligliv; dette er en af de højeste andele af areligiøsitet i verden.

## Kultur
Islandsk kultur har rødder i gammelnordiske traditioner. Islandsk litteratur er ganske populært, ikke mindst sagaerne og Edda-digtene, som blev skrevet i høj- og senmiddelalderen. Århundreders isolation har hjulpet til med at skærme landets nordiske kultur mod udefrakommende påvirkninger. Et markant eksempel herpå er det islandske sprog, som stadig er det skandinaviske sprog, der nærmest ligner norrønt (sammen med færøsk).
I modsætning til de øvrige nordiske lande lægger Island relativt stor vægt på uafhængighed og selvforsyning. I en opinionsanalyse foretaget i 2005 af Europa-Kommissionen svarede over 85 % af islændingene, at selvstændighed var "meget vigtig", sammenlignet med nordmændenes 47 %, danskernes 49 % og 53 % i gennemsnit for de 25 EU-lande. Islændingene har en meget høj arbejdsmoral og har en af de højeste ugentlige arbejdstider blandt de industrialiserede lande.
Ifølge en undersøgelse foretaget af Capacent-Gallup var 73 % af islændingene tilfredse med deres liv, sammenlignet med 53 % på globalt plan. I en OECD-undersøgelse gav 87 % udtryk for, at deres hverdage indeholdt flere positive end negative elementer, hvilket kan sammenlignes med OECD-gennemsnittet på 80 %; Island er dermed et af de lykkeligste lande i OECD.
Island har et liberalt forhold til rettigheder for homoseksuelle. I 1996 vedtog Altinget en lov, der tillader registreret partnerskab for personer af samme køn med næsten identiske rettigheder og goder som i ægteskab. I 2006 vedtog parlamentet enstemmigt at give par af samme køn de samme rettigheder som par af forskellige køn hvad angår ret til adoption, forælderskab og behandling med kunstig befrugtning. 11. juni 2010 ændrede Altinget ægteskabsloven, så den blev kønsneutral og definerer et ægteskab som bestående af to individer, hvorved Island blev et af de første lande i verden, der legaliserede ægteskab mellem personer af samme køn. Loven annullerede samtidig begrebet registreret partnerskab, så ægteskabet er den eneste lovmæssige forening af to mennesker.
Islændingene er kendt for deres store fællesskabsfølelse. I en OECD-undersøgelse svarede 98 % af islændingene, at de troede på, at der ville være nogen, de kan stole på, når de har behov for det, den højeste andel i nogen industrialiseret nation. Tilsvarende svarede blot 6 %, at de "sjældent" eller "aldrig" socialiserede sig med andre. Denne meget høje grad af social samhørighed tilskrives den ret lille og homogene befolkning i landet sammen med den lange historie for overlevelse under svære betingelser i et isoleret samfund, hvilket styrkede betydningen af enhed og sammenhold.
Egalitarisme værdsættes højt blandt islændingene, som har en indkomstulighed blandt de laveste i verden. Grundloven forbyder direkte indførelse af adelsprivilegier, titler og range. Alle tiltales ved fornavn. I lighed med de øvrige nordiske lande er kønsligestillingen høj, og Island er gang på gang endt blandt de tre bedste lande for kvinder at leve i.

### Billedkunst
Den markante gengivelse af det islandske landskab af kunstmalerne i landet kan spores tilbage til nationalismen og bevægelsen for at opnå hjemmestyre og selvstændighed, en bevægelse der var meget aktiv i midten af det 19. århundrede.
Særlig indflydelsesrig var Þórarinn B. Þorláksson, der var uddannet fra København i 1890'erne, hvorpå han vendte hjem til Island ved århundredskiftet og malede og udstillede indtil sin død i 1924. I samme periode studerede flere andre islændinge ved Det Kongelige Danske Kunstakademi, blandt andet Ásgrímur Jónsson, og disse to malede en lang række motiver i det islandske landskab i romantisk naturalistisk stil. Flere andre kunstnere fulgte snart i fodsporene på Þorláksson og Jónsson, blandt andet Jóhannes Kjarval og Júlíana Sveinsdóttir. Kjarval er især kendt for sin specielle brug af farver til at gengive de karakteristiske vulkanske bjergarter, der dominerer landskabet de fleste steder. Einar Hákonarson er en nutidig ekspressionistisk maler, som har genindført det figurative element i islandsk kunst. I 1980'erne arbejdede mange kunstnere med dette i deres værker.
I de seneste år har det kunstneriske udtryk i Island udviklet sig i mange retninger, og der er blevet skabt en række store, ofte selvorganiserede, projekter og udstillinger. Blandt de mere etablerede kunstinstitutioner finder man Nýlistasafnið (Museum for Samtidskunst), Reykjavik Bys Kunstmuseum, Reykjavik kunstmuseum og Islands Nationalgalleri.

### Musik
Den traditionelle islandske musik er stærkt forbundet med religionen. Salmer og hymner er en særligt veludviklet musikform i landet, og det skyldes blandt andet det begrænsede antal musikinstrumenter, der i store dele af historien var til rådighed, som følge af landets geografiske isolation. Hallgrímur Pétursson markederede sig som en, der skrev mange protestantiske salmer i det 17. århundrede. Islandsk musik blev moderniseret i løbet af det 19. århundrede, da Magnús Stephensen indførte pibeorgler, efterfulgt af harmonier. En anden traditionel musikform er den episke, alliterative ballade, kaldet rimer, der ofte synges a capella. Denne musikform kan spores tilbage til skjaldenes poetiske fremstillinger med komplekse metaforer og indviklede rimformer. Den bedst kendte rimedigter fra det 19. århundrede er Sigurður Breiðfjörð
I nyere tid er islandsk musik forbundet med nordisk musik, både inden for folke- og popmusik. Blandt de kendte navne fra landet kan nævnes gruppen The Sugarcubes, hvorudfra Björk senere skabte sig en stor solokarriere, Of Monsters and Men, jazzfusionsgruppen Mezzoforte, postrock-bandet Sigur Rós og sangeren Emilíana Torrini. Andre navne er popgruppen Bang Gang, ambientgruppen Amiina, sanger-sangskriveren Bubbi Morthens og rocksangeren Megas. Der findes mange indie-navne i landet; foruden Sugarcubes, Of Monsters and Men og Sigur Rós kan også nævnes múm og HAM samt viking/folk-metalgruppen Skálmöld og housegruppen GusGus. Også inden for jazzen finder man navne, der har gjort sig gældende ud over landets grænser; foruden Mezzoforte kan nævnes Anna Mjöll.
Den største musikfestival i landet er Iceland Airwaves, der afholdes årligt i oktober i Reykjavik. Islands nationalsang er Lofsöngur (alternativt Ó, guð vors lands, dansk: Vort hjemlands Gud) med tekst af Matthías Jochumsson og musik af Sveinbjörn Sveinbjörnsson.

### Medier og film
Islands største tv-stationer er det statsejede RÚV samt de private Stöð 2 og SkjárEinn. Der findes mindre stationer også, hvoraf flere er lokale. Der sendes radio over hele landet, inklusiv til dele af det ellers øde indland. De største radiostationer er de statsejede Rás 1 og Rás 2 (under RÚV) samt X-ID977 og Bylgjan. Morgunblaðið og Fréttablaðið er landets største aviser, mens Visír.is og Mbl.is er de mest besøgte islandske internetsteder.
I 2010 vedtog Altinget en resolution, der sikrede højere grad af ytringsfrihed samt beskyttelse af navne på journalister og deres kilder, hvilket gav landet loven med den bedste journalistbeskyttelse i verden. Landet lå i 2012 på en tiendeplads på Freedom Houses liste over pressefrihed i verden.
Island har en højtudviklet internetkultur, og omkring 95 % af landets befolkning har adgang til nettet, den højeste andel for en selvstændig nation i verden, og over 80 % af opkoblingerne er med en hastighed på over 10 Mbit/s. Landet er placeret som nummer tolv på World Economic Forums liste over tilbøjeligheden i verdens lande til at udnytte it-mulighederne. FN's International Telecommunication Union placerede landet på en tredjeplads i 2010 for sin udvikling af informations- og kommunikationsteknologi. I begyndelsen af 2013 arbejdede landet på at blokere for al internetpornografi.
Islandsk film har ikke opnået særlig stor opmærksomhed på verdensplan, men i 1992 opnåede Friðrik Þór Friðriksson at få sin film Naturens børn nomineret til Oscar for bedste fremmedsprogede film. Den islandske skuespiller Guðrún S. Gísladóttir havde en af de store roller i Andrej Tarkovskijs film Offeret fra 1986. En anden skuespiller fra øen, Anita Briem, havde en hovedrolle i filmatiseringen af Rejsen til jordens indre fra 2008, en film der delvist blev optaget i Island. Briem har også medvirket i tv-serien The Tudors. En betydelig del af James Bond-filmen Die Another Day foregår i Island.
Tv-serien for børn, LazyTown (islandsk: Latibær), er skabt af den islandske producer Magnús Scheving og er blevet populær i mange af de over 100 lande, serien sendes i. Serien skabes i studier i Garðabær. Computerspilfirmaet CCP Games, der står bag populære spil som EVE Online og Dust 514, har hovedkvarter i Reykjavik.

### Mad og drikke
Store dele af islandsk madkultur er baseret på fisk, lam og mejeriprodukter med yderst begrænset anvendelse af urter og krydderier. På grund af landets klima er frugter og grønsager ikke normalt en del af de traditionelle retter, men brugen af drivhuse har ændret på dette forhold i nyere tid. Þorramatur er fællesbetegnelsen for en række retter, hovedsageligt af fisk eller kød, skåret i mindre stykker og spist med rugbrød, smør og brændevin. Den spises specielt i den gamle måned þorri (januar/februar). Andre madvarer omfatter skyr, hákarl (råddent hajkød), hangikjöt (røget lammekød) samt blodbudding. Søpapegøje anses for at være en lokal delikatesse og serveres ofte stegt.
Morgenmaden består ofte af pandekager, kornprodukter, frugt og kaffe, mens frokosten kan være det kolde bord. Hovedmåltidet for de fleste islændinge er middagen, som ofte har lam eller fisk som hovedingrediens. Fisk indgår i mange islandske retter, særligt torsk og kuller, men også laks, sild og helleflynder. Fiskene kan tilberedes på mange måder, både røget, syltet, stegt og tørret. Lam er klart den mest udbredte kødsort, og den kan for eksempel være røget (hangikjöt) eller saltet (saltkjöt). Mange ældre retter bruger hver en stump af fårene, som for eksempel slátur, der består af indmad, der er hakket og blandet med blod, inden det serveres i fåremaven. Til det kan man få kartoffelmos, kogte kartofler, syltet kål, grønne bønner eller rugbrød.
Kaffe er en udbredt drik i Island, og den drikkes til morgenmaden, efter hovedmåltider eller til et let måltid om eftermiddagen. Coca-Cola drikkes ligeledes og i så stort et omfang, at Island siges at have det højeste forbrug pr. indbygger i verden. Den nationale alkoholiske drik er brennivín, der ligner akvaviten kendt fra det øvrige Norden. Den fremstilles af destillerede kartofler og har smag af fx kommen eller angelik. Drikken har tilnavnet "den sorte død".
I februar 2017 fik Island sin første stjerne i michelinguiden, da restauranten Dill i landets hovedstad modtog én stjerne i den den prestigefyldte spiseguide.

### Sport
Sporten er en betydningsfuld del af islandsk kultur, idet islændingene generelt er ret fysisk aktive. Blandt de sportsgrene, der dyrkes, er glima typisk islandsk, idet den mest dyrkes i Island. Der er tale om en form for brydning, der menes at have rødder tilbage til middelalderen.
Blandt de øvrige populære sportsgrene er fodbold, atletik, håndbold og basketball. Håndbold er ofte nævnt som nationalsporten, og herrelandsholdet hører til i verdenseliten med sølvmedaljer ved OL i Beijing 2008 som bedste resultat. Det kvindelige fodboldlandshold klarer sig ganske pænt på den internationale scene, når man tager landets begrænsede størrelse i betragtning; per marts 2013 ligger holdet som nummer femten på FIFAs verdensrangliste.
Blandt de sportsgrene, hvor Island også gør sig bemærket internationalt, er verdens stærkeste mand, hvor Magnús Ver Magnússon og Jón Páll Sigmarsson hver har vundet fire verdensmesterskaber, hvilket gør Island til den meste vindende nation i denne sport. Inden for herrefodbold har landet kvalificeret sig til Verdensmesterskabet en gang i 2018, og til Europamesterskabet i 2016, hvor Island nåede kvartfinalen ved at slå England 2-1 i ottendedelsfinalen, efter at have scoret på et typisk langt islandsk indkast. Derudover har enkelte spillere fået store professionelle karrierer, heriblandt Eiður Guðjohnsen, der har spillet i både PSV Eindhoven, Chelsea FC og FC Barcelona; med sidstnævnte blev han UEFA Champions League-vinder i 2009. Blandt landets store håndboldspillere kan nævnes Ólafur Stefánsson, der blandt andet blev topscorer ved EM i 2002 og i Champions League 2007-08.
I Island er der fine forhold til dyrkning af skisport, lystfiskeri, snowboardløb, isklatring og klippeklatring, men det er mest bjergbestigning og vandresport, der dyrkes af amatører. Island har fortrinlige forhold for både alpine og nordiske skidiscipliner med halvøen Troll i det nordlige af landet som centrum herfor. Skønt landet overordnet betragtet ikke er egnet til golf, er der ikke desto mindre golfbaner over hele landet, og Island har verdensrekorden med flest golfbaner per indbygger med en bane for hver cirka 5000 indbygger. Landet lægger jævnligt bane til den internationale turnering Arctic Open.
Svømning er en anden populær sportsgren i landet. Her nyder man godt af de mange udendørs geotermisk opvarmede svømmebassiner, og svømninger er obligatorisk i folkeskolen. Ridning er en anden udbredt sportsgren og har rødder tilbage til den tid, hvor den islandske hest var den mest udbredte transportform.
Den ældste sportsklub i Island er Reykjavik Skytteforening, der blev grundlagt i 1867. Riffelskydning blev meget populært i det 19. århundrede, hvor politikere og nationalister, der søgte at opnå islandsk selvstændighed, opfordrede til at dyrke denne disciplin. Skydning er den dag i dag et udbredt tidsfordriv.
Inden for skak har Island produceret en række stormestre, først og fremmest Friðrik Ólafsson. Reykjavik var desuden sæde for en af de mest berømte VM-kampe, nemlig mellem Boris Spasskij og Bobby Fischer i 1972, der havde stærke storpolitiske undertoner midt under den kolde krig. Inden for bridge har Island klaret sig meget fint og blandt andet vundet Bermuda Bowl (VM) samt vundet sølv ved det første mesterskab i fællesskab med Sverige.